# Jan Foghelin
Jan Gustaf Foghelin, född 7 mars 1944 i Bromma, är en svensk försvarsforskare och säkerhetspolitisk debattör.
Foghelin utbildade sig till civilingenjör i teknisk fysik vid Kungliga Tekniska högskolan och tog examen 1968. Han kom efter en tids arbete vid Ericsson till Försvarets forskningsanstalt (FOA) 1971, där han arbetade fram till pensioneringen våren 2011. Åren 1990-2004 var han avdelningschef för FOA:s respektive FOI:s avdelning för försvarsanalys.
Åren 2008-2010 var Foghelin ordförande för Svenska Atlantkommittén.
Foghelin är ledamot av Kungliga Krigsvetenskapsakademien sedan 1987.